# Legyezőfarkú lombposzáta
Az legyezőfarkú lombposzáta vagy amerikai rozsdafarkú (Setophaga ruticilla) a madarak osztályának verébalakúak (Passeriformes) rendjébe és az újvilági poszátafélék (Parulidae) családjába tartozó faj.

## Rendszerezése
A fajt Carl von Linné svéd természettudós 1758-ban a Motacilla nembe sorolta Motacilla ruticilla néven.

## Előfordulása
Az Amerikai Egyesült Államokban és Saint-Pierre és Miquelon területén fészkel. Telelni délre Mexikóba, a Karib-térségbe, Közép-Amerikába és Dél-Amerika északi részére vonul. Kóborló példányai eljutnak Európába is. 
Természetes élőhelyei a boreális erdők, mérsékelt övi erdők, vidéki kertek és városias környezet, valamint szubtrópusi és trópusi esőerdők, mangroveerdők, száraz erdők és bokrosok.

## Megjelenése
Testhossza 13 centiméter, szárnyfesztávolsága 16-19 centiméter, testtömege 6–9 gramm.
|  |  |

## Életmódja
Nyáron főleg rovarokkal táplálkozik, télen magvakat és bogyókat is fogyaszt.

## Szaporodása
Fák ágára rakja csésze alakú fészkét.

## Természetvédelmi helyzete
Az elterjedési területe rendkívül nagy, egyedszáma ugyan csökken, de még nem éri el a kritikus szintet. A Természetvédelmi Világszövetség Vörös listáján nem fenyegetett fajként szerepel.